# Gill Sans
Gill Sans är ett typsnitt ritat 1926 av Eric Gill.
Typsnittet är baserat på Edward Johnstons typsnitt Johnston Sans som används för Londons tunnelbana och arbetades fram 1926 av Eric Gill. Typsnittet lanserade kommersiellt 1928 av Monotype som Gill Sans. 1929 användes typsnittet av London and North Eastern Railway varefter dess popularitet ökade.
Gill Sans används i logotyper av ett stort antal kända företag. Ett av dessa är Rädda Barnen. Med anledning av att det uppmärksammats att Eric Gill var pedofil meddelade Rädda Barnen 2009 att de hade för avsikt att byta typsnitt i sina publikationer.

## Användning
Exempel på företag som använder Gill Sans i sina logotyper:
- BBC[1]
- Monotype[1]
- British Rail[1]
- Benetton[1]
- Tommy Hilfiger[1]
- Saab[1]
- Rädda Barnen[4]